# Иодсилан
Иодсилан — неорганическое соединение,
иодпроизводное моносилана с формулой SiH3I,
бесцветная жидкость, сильно дымит на воздухе.

## Получение
- Реакция хлорфенилсилана и иодистого водорода:

{\displaystyle {\mathsf {ClC_{6}H_{4}SiH_{3}+HI\ {\xrightarrow {}}\ SiH_{3}I+ClC_{6}H_{5}}}}
- Реакция иодистого водорода и моносилана в присутствии катализатора:

{\displaystyle {\mathsf {SiH_{4}+HI\ {\xrightarrow {AlI_{3},80^{o}C}}\ SiH_{3}I+H_{2}}}}
образуются смесь иодпроизводных силана, которые разделяют фракционной перегонкой.

## Физические свойства
Иодсилан образует бесцветную жидкость, 
которая сильно дымит на воздухе.
При замерзании образует кристаллы (при 116 К)
моноклинной сингонии,
пространственная группа P 21/c,
параметры ячейки a = 0,4564 нм, b = 0,83878 нм, c = 1,05086 нм, β = 103,13°, Z = 4 .